# Кордан, Али
Али Кордан (23 октября 1958 — 22 ноября 2009, Тегеран, Иран) — иранский политический деятель, бывший министр внутренних дел Ирана (2008).

## Биография
Служил в революционной гвардии.
Занимал должности заместителя министра труда, президентом организации по технологическому и профессиональному обучению, заместителем руководителя иранской радиовещательной компании(IRIB) для провинциальных и парламентским делам, заместителем министра культуры.
В 2007 году — заместитель министра внутренних дел.
В 2008 году — министр внутренних дел Ирана. Однако, во время утверждения его кандидатуры в иранском парламенте у депутатов возникли вопросы относительно его квалификации и по его обучении в докторантуре. Впоследствии выяснилось, что диплом Оксфордского университета, который он представил, был поддельным.
В ноябре 2008 г. отправлен в отставку иранским парламентом.